# 真実が欲しい
「真実がほしい」(Gimme Some Truth)は、1971年に発表されたジョン・レノンの曲。ソロ・アルバム『イマジン』に収録。
この曲は元々ビートルズ時代の1969年、いわゆる「ゲット・バック・セッション」でレコーディングが試みられているが、結局ビートルズとしては未完成に終わっている。ちなみにこのときの録音には、ジョージ・ハリスンが歌ったものが存在すると言われている。他にこのときのセッションで収録されたものの、結局ソロとして発表された作品には「イマジン」と「ジェラス・ガイ」がある。
内容は人間の醜い争いから逃れたいという心境をつづったもの。この曲は1982年に『ジョンの魂』から「ラヴ」がシングル・カットされた際B面の曲としても収録されている。
ここ十年程は「Gimme Some Truth」と書かれることが多いが、元の表記は「Give Me Some Truth」である。
生誕80周年となる2020年10月9日に曲の同名アルバムが発売された。
2021年10月15日に発売されたビートルズのアルバム『レット・イット・ビー』のスペシャル・エディションには、本曲のリハーサルの様子がモノラル録音で収録された。